# Diego Flores (joueur d'échecs)
Pour l'athlète mexicain, voir Diego Flores (athlétisme).
Diego Flores est un joueur d'échecs argentin né le 18 décembre 1982 à Las Palmas de Gran Canaria. Grand maître international depuis 2008, il a remporté le championnat d'Argentine d'échecs à se pt reprises (en 2005, 2009, 2012, 2013, 2016, 2017 et 2019).
Au 1er février 2021, Diego Flores est le numéro trois argentin et le 250e joueur mondial avec un classement Elo de 2 599.

## Palmarès
Flores a gagné trois fois l'open de Mar del Plata (en 2006, 2010 et 2011) et le tournoi de maîtres Marcel Duchamp à Buenos Aires en 2010. 

## Olympiades
Il a représenté l'Argentine lors de cinq olympiades de 2006 à 2014 et de l'olympiade pan-américaine de 2009 (médaille d'or au premier échiquier). 

## Coupes du monde
Diego Flores a participé à quatre coupes du monde d'échecs : en 2005, 2007, 2009 et 2003 et fut éliminé à chaque fois au premier tour de la compétition.